# Nendeln
Nendeln è un abitato di 1.441 abitanti (nel censimento del 31 dicembre 2017) del Principato del Liechtenstein, amministrativamente compreso nel comune di Eschen. 

## Geografia fisica
Nendeln si trova a est del Riet, ai piedi del massiccio del Drei Schwestern, a sud dell'Eschnerberg, sulla strada Schaan - Schaanwald e sulla tratta ferroviaria Schaan - Feldkirch. L'abitato è circondato da un'area boschiva a sud e a nord-est, costituita da dei frassini e un canneto. 

## Storia ed origine del toponimo
Il rinvenimento delle fondamenta di una villa di epoca romana testimonia che la zona dove sarebbe sorta Nendeln fosse abitata già secoli prima della fondazione del villaggio medioevale. 
Alcuni documenti scritti databili dal XIV al XVIII secolo non utilizzano il termine "Nendeln" bensì Nendlen e quello del tedesco alemanno Nendla; è testimoniata anche la forma Endlen o Änndlen (XV-XVI secolo). 
La maggior parte dei linguisti considera il toponimo in relazione con il protoceltico Nantu, da cui Nantiolon ("campo della valle") o Nantuialo ("radura della valle"). Meno probabile l'origine dal nome personale germanico Nandilo.

## Trasporti e collegamenti
Nendeln ha una stazione ferroviaria sulla linea Feldkirch-Buchs. Da quando, nel 2013, la stazione successiva in direzione dell'Austria, cioè Schaanwald, non viene più utilizzata, Nendeln è una stazione di frontiera per i passeggeri in arrivo dall'Austria e dall'Unione europea. I controlli doganali possono essere effettuati da funzionari elvetici anche a bordo dei treni. Nel 2011, anno in cui il Liechtenstein è entrato nell'area Schengen, sono stati aboliti i controlli sistematici sui passaporti.